# Ariste (Saaremaa)
Ariste is een plaats in de Estlandse gemeente Saaremaa, provincie Saaremaa. De plaats heeft de status van dorp (Estisch: küla).
Tot in oktober 2017 lag de plaats in de gemeente Orissaare. In die maand ging Orissaare op in de fusiegemeente Saaremaa. In de gemeente Valjala, die eveneens opging in de fusiegemeente, lag ook een dorp met de naam Ariste. Dat werd toen omgedoopt in Valjala-Ariste.

## Bevolking
Het dorp had 27 inwoners op 31 december 2011 en 38 inwoners op 31 december 2021.

## Ligging
Bij Ariste gaat de tertiaire weg Kõrvalmaantee 21132 over in de secundaire weg Tugimaantee 75 op het punt waar hij de hoofdweg Põhimaantee 10 (Kuressaare – Risti) kruist.

## Geschiedenis
Ariste werd voor het eerst genoemd in 1638 onder de naam Arrist als nederzetting op het landgoed van Thomel (Tumala).